# Liquid (Album)
Liquid ist das dritte Album der niederländischen Space-Rock-Band 35007. Es erschien 2002.

## Entstehungsgeschichte
Nach der Veröffentlichung des zweiten Albums „35007“ im Jahr 1997 gaben Sänger Eeouwout Baart und Schlagzeuger Jacco van Rooy ihren Ausstieg aus der Band bekannt. Als Nachfolger von van Rooy wurde Sander Evers Mitglied von 35007. Da nunmehr kein Sänger mehr zur Verfügung stand, änderte das verbleibende Trio ihren Musikstil zu instrumentalem Space Rock. Der ersten Veröffentlichung in dieser Besetzung, dem 2001 erschienenen EP „Sea Of Tranquility EP“, folgte 2002 das Album „Liquid“.

## Stil und Rezeption
Die vier Stücke auf dem Album, von 5:53 bis 13:24 Minuten Länge, folgen keinem einheitlichen Musikstil. Neben Stoner-Rock- und Space-Rock-Elementen wird etwa in den Schlussminuten des letzten Stückes Voyage Automatique eine Ambient-Atmosphäre aufgebaut.
Die Hinwendung zur Instrumentalmusik begeisterte die Kritiker überwiegend; so schrieb etwa Eduardo Rivadavia:

„Liquid ist eine großartige Errungenschaft auf dem Feld des Ambient Rock und ein empfohlener Einstieg sowohl in [die Band] 35007 als auch in das Genre insgesamt.“

Allmusic vergab 4,5 von 5 Punkten.

## Liste der Stücke
1. Tsunami (11:06)
2. Crystalline (7:50)
3. Evaporate (5:53)
4. Voyage Automatique (13:24)